# Anton Gerard van Hamel
Anton Gerard van Hamel, född 5 juli 1886, död 23 november 1945, var en nederländsk språkforskare.
Anton Gerard van Hamel var professor i holländska och lågtyska vid universitetet i Bonn 1915–1917 och i forngermansk och keltisk språkvetenskap i Utrecht från 1923. Han var en mångsidig och betydande språkforskare. I sin tidigare forskning sysslade van Hamel främst med keltiska språk, bland annat i De oudste Keltische en Angelsaksische geschiedbronnen (1911) och Inleiding tot de Keltische taal - en letterkunde (1917), samt i gotiska med Gotisch handboek (1923). Senare kom hans intressen att i hög grad riktas mot den nordiska filologien, och han lämnade en rad, relativt korta men betydande bidrag till tolkningen av eddadikterna och den nordiska religionshistorien samt skrev en bok om Island, Ijsland, oud en nieuw (1933).